# Kevin Pauwels
Kevin Pauwels (Ekeren, 12 aprile 1984) è un ex ciclocrossista, ciclista su strada e mountain biker belga. Specialista del ciclocross, è stato campione del mondo Juniores nel 2002 e Under-23 nel 2004. Attivo come Elite dal 2006 al 2019, ha vinto due edizioni della Coppa del mondo, nel 2011-2012 e 2014-2015, cinque medaglie di bronzo ai campionati del mondo (2011, 2012, 2014, 2016 e 2017) e il bronzo europeo nel 2015.

## Palmarès

### Ciclocross
- 2008-2009 (Telenet-Fidea, una vittoria)

Vlaamse Druivencross (Overijse)
- 2009-2010 (Telenet-Fidea, una vittoria)

Grote Prijs Eric De Vlaeminck, 7ª prova Coppa del mondo (Heusden-Zolder)
- 2010-2011 (Telenet-Fidea, quattro vittorie)

Grote Prijs van Hasselt, 3ª prova Gazet van Antwerpen Trofee (Hasselt)
Cyclo-cross de Pontchâteau, 7ª prova Coppa del mondo (Pontchâteau)
Krawatencross, 7ª prova Gazet van Antwerpen Trofee (Lille)
Grote Prijs Heuts (Heerlen)
- 2011-2012 (Sunweb-Revor, undici vittorie)

Steenbergcross (Erpe-Mere)
Cyklokros Tábor, 2ª prova Coppa del mondo (Tábor)
Koppenbergcross, 1ª prova Gazet van Antwerpen Trofee (Oudenaarde)
Grote Prijs Mario De Clercq, 2ª prova Gazet van Antwerpen Trofee (Ronse)
Grote Prijs van Hasselt, 3ª prova Gazet van Antwerpen Trofee (Hasselt)
Cyclocross Gavere, 4ª prova Superprestige (Gavere)
Ziklokross Igorre, 4ª prova Coppa del mondo (Igorre)
Grote Prijs Eric De Vlaeminck, 6ª prova Coppa del mondo (Heusden-Zolder)
Cyclocross Otegem (Otegem)
Grote Prijs Adrie van der Poel, 8ª prova Coppa del mondo (Hoogerheide)
Grote Prijs Heuts (Heerlen)
- 2012-2013 (Sunweb-Revor/Sunweb-Napoleon Games, cinque vittorie)

Cyklokros Tábor, 1ª prova Coppa del mondo (Tábor)
Scheldecross, 3ª prova Soudal Classics (Anversa)
Cyclo-cross de la Citadelle, 5ª prova Coppa del mondo (Namur)
Grote Prijs Sven Nys, 6ª prova Bpost Bank Trofee (Baal)
Memorial Romano Scotti, 7ª prova Coppa del mondo (Roma)
- 2013-2014 (Sunweb-Napoleon Games, due vittorie)

Vlaamse Industrieprijs Bosduin (Kalmthout)
Grote Prijs Rouwmoer, 4ª prova Bpost Bank Trofee (Essen)
- 2014-2015 (Sunweb-Napoleon Games, otto vittorie)

Cyclocross Zonhoven, 2ª prova Superprestige (Zonhoven)
Grand Prix de la Région Wallonne, 5ª prova Superprestige (Spa-Francorchamps)
Milton Keynes Cyclo-cross, 3ª prova Coppa del mondo (Milton Keynes)
Grote Prijs van Hasselt, 4ª prova Bpost Bank Trofee (Hasselt)
Cyclo-cross de la Citadelle, 4ª prova Coppa del mondo (Namur)
Cyclocross Otegem (Otegem)
Parkcross (Maldegem)
Noordzeecross, 8ª prova Superprestige (Middelkerke)
- 2015-2016 (Sunweb-Napoleon Games/Marlux-Napoleon Games, tre vittorie)

Cyclocross Ruddervoorde, 3ª prova Superprestige (Ruddervoorde)
Jaarmarktcross, 2ª prova Soudal Classics (Niel)
Internationale Sluitingsprijs (Oostmalle)
- 2018-2019 (Marlux-Bingoal/Pauwels Sauzen-Bingoal, tre vittorie)

Grote Prijs van Hasselt (Hasselt)
Kasteelcross (Zonnebeke)
Internationale Sluitingsprijs (Oostmalle)

#### Altri successi
- 2011-2012 (Sunweb-Revor)

Classifica generale Coppa del mondo
Classifica generale Gazet van Antwerpen Trofee
- 2014-2015 (Sunweb-Napoleon Games)

Classifica generale Coppa del mondo

### Strada
- 2007 (Fidea Cycling Team, una vittoria)

1ª tappa Volta Ciclista Internacional a Lleida (Lleida > Alcarràs)
- 2008 (Fidea Cycling Team, una vittoria)

2ª tappa Volta Ciclista Internacional a Lleida (Alcarràs > Tremp)
- 2010 (Telenet-Fidea, una vittoria)

1ª tappa Flèche du Sud (Kayl > Rumelange)
4ª tappa Tour de Serbie (Vrnjačka Banja > Zlatibor)
- 2011 (Sunweb-Revor, due vittorie)

3ª tappa Kreiz Breizh Elites (Cléden-Poher > Carhaix)

### Mountain biking
- 2011[1]

Campionati belgi, Cross country (Halle)
- 2012[1]

Campionati belgi, Cross country (Beringen)
- 2013[1]

International MTB Races, Cross country (Landgraaf)
- 2017[1]

Kluisbergen XC, Cross country (Kluisbergen)

## Piazzamenti

### Competizioni mondiali
- Campionati del mondo di ciclocross[2]

Tábor 2001 - Juniores: 24º
Zolder 2002 - Juniores: vincitore
Monopoli 2003 - Under-23: 11º
Pontchâteau 2004 - Under-23: vincitore
St. Wendel 2005 - Under-23: 6º
Zeddam 2006 - Under-23: 14º
Hooglede 2007 - Elite: 5º
Treviso 2008 - Elite: 11º
Hoogerheide 2009 - Elite: 6º
Tábor 2010 - Elite: 25º
St. Wendel 2011 - Elite: 3º
Koksijde 2012 - Elite: 3º
Louisville 2013 - Elite: 12º
Hoogerheide 2014 - Elite: 3º
Tábor 2015 - Elite: 4º
Heusden-Zolder 2016 - Elite: 3º
Bieles 2017 - Elite: 3º
- Coppa del mondo di ciclocross[2]

2004-2005 - Under-23: 4º
2005-2006 - Under-23: vincitore
2008-2009 - Elite: 4º
2009-2010 - Elite: 5º
2010-2011 - Elite: 2º
2011-2012 - Elite: vincitore
2012-2013 - Elite: 2º
2013-2014 - Elite: 4º
2014-2015 - Elite: vincitore
2015-2016 - Elite: 3º
2016-2017 - Elite: 2º
2017-2018 - Elite: 6º
2018-2019 - Elite: 10º

### Competizioni europee
- Campionati europei di ciclocross[2]

Vossem 2004 - Under-23: 4º
Pontchâteau 2005 - Under-23: 14º
Huijbergen 2015 - Elite: 3º
Pontchâteau 2016 - Elite: 6º
Tábor 2017 - Elite: 10º